# 福建省上杭第一中学
福建省上杭第一中学，简称上杭一中，创建于1912年，位于福建省龙岩市汀江河畔原中央苏区上杭县的一所全日制高中。

## 历任校长
| 序号 | 校长姓名                           | 年代                     |
| ---- | ---------------------------------- | ------------------------ |
| 1    | 傅赉弼                             | 1918年-1919年            |
| 2    | 丘嘉谟                             | 1919年-1924年            |
| 3    | 雷赞明                             | 1924年-1926年            |
| 4    | 黄大荣                             | 1926年-1927年            |
| 5    | 兰洪畴 袁国昌 丘鸿猷 刘一琪 张世琛 | 1927-1934 (具体任职不详) |
| 6    | 黄兆麒                             | 1934年-1936年            |
| 7    | 李春芳                             | 1936年-1937年3月         |
| 8    | 郑文荣                             | 1937年-1941年7月         |
| 9    | 何祜先                             | 1941年-1944年6月         |
| 10   | 吴怀瑾                             | 1944年-1945年            |
| 11   | 陆廷桢                             | 1945年-1946年2月         |
| 12   | 何雨农                             | 1946年2月-1947年7月      |
| 13   | 兰洪瑞                             | 1947年-1948年7月         |
| 14   | 谢春安                             | 1948年-1949年6月         |
| 15   | 丘师彦                             | 1949年9月-1949年12月     |
| 16   | 郭锦发（郭干）                     | 1950年2月-1957年7月      |
| 17   | 郑中荣                             | 1958年-1959年            |
| 18   | 周密                               | 1961年9月-1968年         |
| 19   | 林朝荣                             | 1978年10月-1983年        |
| 20   | 温富茂                             | 1983年10月-1984年8月     |
| 21   | 林朝荣                             | 1985年2月-1989年10月     |
| 22   | 蓝盛兴                             | 1989年10月-1996年5月     |
| 23   | 郭家庆                             | 1997年月1-2004年8月      |
| 24   | 温文荣                             | 2004年8月-至今           |

## 知名校友

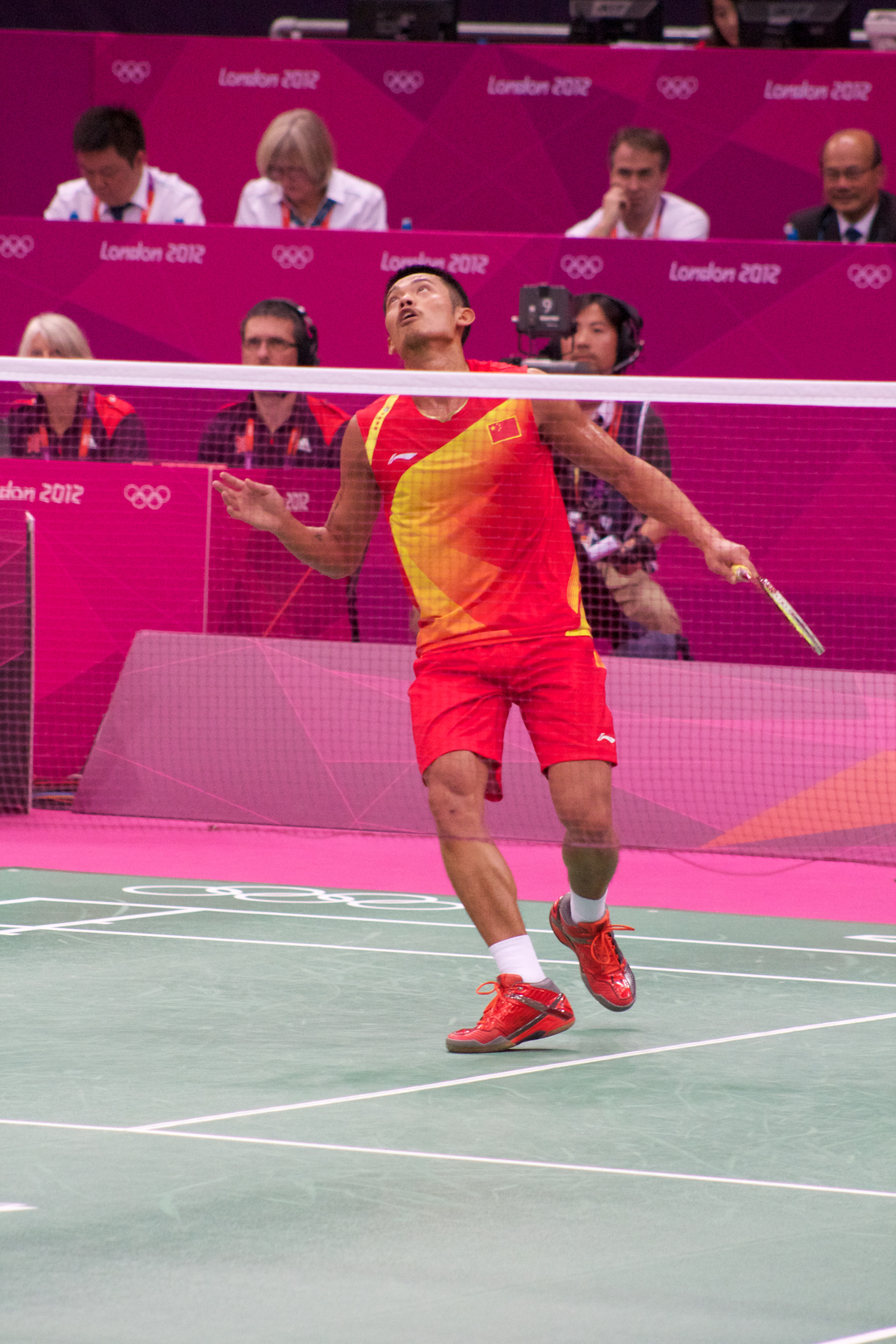
林丹在伦敦奥运会成功卫冕男单金牌

- 林丹，中国著名羽毛球男子单打运动员，球风凶悍、个性鲜明，被广大球迷称为「超级丹」。林丹是2008年和2012年奥运会羽毛球的男单冠军，也是羽毛球历史上唯一一位四度夺得世界羽毛球锦标赛男单冠軍的选手（2006年、2007年、2009年和2011年），和第一位蝉联奥运会羽毛球男单冠军的选手。
- 刘忠 ，中国人民解放军中将，（1906年8月－2002年8月7日），原名刘永灿。中国人民解放军中将。1955年获二级八一勋章，一级独立自由勋章，一级解放勋章，1988年获一级红星功勋荣誉章
- 王胜，中国人民解放军开国少将，曾任装甲兵文化学校校长。1955年，授予中国人民解放军少将。
- 林默涵，（1913年1月10日－2008年1月3日 )，原名林烈，笔名默涵，文艺理论家，历任中共中央宣传部文艺处处长、中共中央宣传部副部长兼中华人民共和国文化部副部长等职务。林默涵是第三届全国人大代表，第五届全国政协委员、第六、七届全国政协常委。
- 袁道丰

## 校风 教风 学风
- 校风：团结、勤奋、求是、创新
- 教风：厚爱、敬业、博学、求真
- 学风：砺志、勤学、守纪、笃行